# British Home Championship

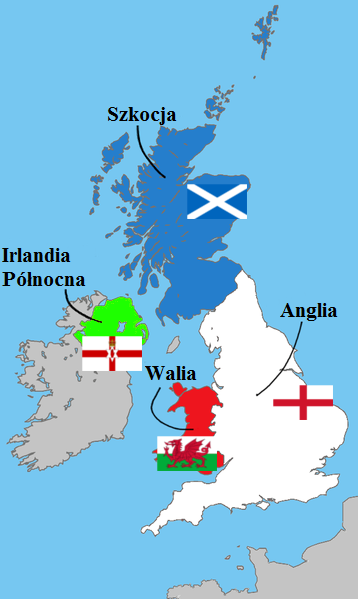
Účastníci British Home Championship

British Home Championship byl fotbalový turnaj, jehož se účastnily týmy čtyř zemí tvořících Spojené království (tzv. Home Nations): anglická fotbalová reprezentace, skotská fotbalová reprezentace, velšská fotbalová reprezentace a severoirská fotbalová reprezentace (do roku 1950 vystupovala jako reprezentace celého Irska). Šampionát byl založen v roce 1884 a je tak nejstarší mezinárodní fotbalovou soutěží na světě. Byl také důvodem k založení International Football Association Board, organizace pro sjednocení fotbalových pravidel. Existence turnaje byla ukončena v roce 1984 z důvodu nedostatku hracích termínů a nízké atraktivity pro silné týmy Anglie a Skotska.
Soutěž se hrála každoročně (v letech 1919 až 1968 systémem podzim-jaro), čtyři účastníci se střetli jednokolově každý s každým. V každé dvojici se pořádající země střídaly podle lichých a sudých let. Až do roku 1979 nerozhodovalo skóre a vítězem bylo vyhlášeno více týmů, které skončily s nejvyšším bodovým ziskem (14× se o prvenství dělily dva týmy, 5× tři týmy a v roce 1956 získali všichni čtyři účastníci po třech bodech).
British Home Championship se konal každý rok kromě obou světových válek. V roce 1981 se soutěž nedohrála kvůli náboženským nepokojům v Severním Irsku.
Britský šampionát sloužil také jako součást kvalifikace na Mistrovství světa ve fotbale 1950, kvalifikace na Mistrovství světa ve fotbale 1954 (v obou případech postoupili Angličané a Skotové z prvních dvou míst na závěrečný turnaj) a kvalifikace na Mistrovství Evropy ve fotbale 1968 (Angličané díky nejlepší bilanci z dvou předchozích ročníků postoupili do čtvrtfinále).

## Vítězové
- 1884 Skotsko
- 1885 Skotsko
- 1886 Anglie a Skotsko
- 1887 Skotsko
- 1888 Anglie
- 1889 Skotsko
- 1890 Skotsko a Anglie
- 1891 Anglie
- 1892 Anglie
- 1893 Anglie
- 1894 Skotsko
- 1895 Anglie
- 1896 Skotsko
- 1897 Skotsko
- 1898 Anglie
- 1899 Anglie
- 1900 Skotsko
- 1901 Anglie
- 1902 Skotsko
- 1903 Anglie, Irsko a Skotsko
- 1904 Anglie
- 1905 Anglie
- 1906 Anglie a Skotsko
- 1907 Wales
- 1908 Skotsko a Anglie
- 1909 Anglie
- 1910 Skotsko
- 1911 Anglie
- 1912 Anglie a Skotsko
- 1913 Anglie
- 1914 Irsko
- 1915 až 1919 nehrálo se
- 1919-20 Wales
- 1920-21 Skotsko
- 1921-22 Skotsko
- 1922-23 Skotsko
- 1923-24 Wales
- 1924-25 Skotsko
- 1925-26 Skotsko
- 1926-27 Skotsko a Anglie
- 1927-28 Wales
- 1928-29 Skotsko
- 1929-30 Anglie
- 1930-31 Skotsko a Anglie
- 1931-32 Anglie
- 1932-33 Wales
- 1933-34 Wales
- 1934-35 Anglie a Skotsko
- 1935-36 Skotsko
- 1936-37 Wales
- 1937-38 Anglie
- 1938-39 Anglie, Skotsko a Wales
- 1940 až 1946 nehrálo se
- 1946-47 Anglie
- 1947-48 Anglie
- 1948-49 Skotsko
- 1949-50 Anglie
- 1950-51 Skotsko
- 1951-52 Wales a Anglie
- 1952-53 Anglie a Skotsko
- 1953-54 Anglie
- 1954-55 Anglie
- 1955-56 Anglie, Skotsko, Wales a Severní Irsko
- 1956-57 Anglie
- 1957-58 Anglie a Severní Irsko
- 1958-59 Anglie a Severní Irsko
- 1959-60 Anglie, Skotsko a Wales
- 1960-61 Anglie
- 1961-62 Skotsko
- 1962-63 Skotsko
- 1963-64 Skotsko, Anglie a Severní Irsko
- 1964-65 Anglie
- 1965-66 Anglie
- 1966-67 Skotsko
- 1967-68 Anglie
- 1969 Anglie
- 1970 Anglie, Skotsko a Wales
- 1971 Anglie
- 1972 Anglie a Skotsko
- 1973 Anglie
- 1974 Skotsko a Anglie
- 1975 Anglie
- 1976 Skotsko
- 1977 Skotsko
- 1978 Anglie
- 1979 Anglie
- 1980 Severní Irsko
- 1981 nedokončeno
- 1982 Anglie
- 1983 Anglie
- 1983-84 Severní Irsko

## Celková bilance
- Anglie 34 vítězství (s dělenými 54)
- Skotsko 24 vítězství (s dělenými 41)
- Wales 7 vítězství (s dělenými 12)
- Severní Irsko a Irsko 3 vítězství (s dělenými 8)